# Бой на Тежу
Бой на Тежу (фр. Combat du Tage) — бой 11 июля 1831 года между французским флотом и фортами, защищающими устье Тежу и проход в португальскую столицу Лиссабон.
После победы Июльской революции во Франции и избрания на французский престол либерально настроенного короля Луи-Филиппа Орлеанского португальский король Мигел I отказывался признать Июльскую монархию, поэтому французское правительство, воспользовавшись предлогом судебного разбирательства, возбужденного против двух французских граждан, сочло необходимым поддержать португальских либералов в разгоравшейся гражданской войне и предпринять военную экспедицию, чтобы заставить короля Мигела пересмотреть свою позицию.
Адмирал де Риньи, министр французского военно-морского флота, послал флот из 13 кораблей под командованием контр-адмирала Альбена Руссена с приказом пройти по реке Тежу, защищаемую фортами, и обстрелять Лиссабон.
8 июля 1831 года французский флот подошёл к устью Тежу, и Руссен выдвинул ультиматум португальским властям, оставленный без ответа. 11 июля корабли Руссена двумя боевыми линиями вошли в Тежу. В левой были линейные корабли, в правой — фрегаты и корветы. Они двинулись вперед, открыв артиллерийский огонь по португальским фортам, которые не смогли помешать их продвижению. Понеся лишь легкие потери и получив незначительные повреждения, корабли подошли к Лиссабону, обстреляли башню Торри-ди-Белен и стали угрожать открыть огонь по городу, не имевшему средств защиты. Поэтому у Мигела не осталось другого выбора, кроме как подчиниться требованиям Франции. Помимо удовлетворения требований французского правительства, Руссен приказал захватить все военные и торговые суда, находившиеся в порту, в качестве компенсации стоимости морской операции. 13 июля французская эскадра отплыла из Тежу обратно, взяв с собой захваченные португальские корабли.
Престиж Мигела I был подорван этим поражением, и он поспособствовал англо-французской поддержке либерального дела. Либеральным силам удалось взять Азорские острова и Мадейру, создав там базу для своих дальнейших операций.